# Stigmaphyllon megacarpon
Stigmaphyllon megacarpon là một loài thực vật có hoa trong họ Malpighiaceae. Loài này được Griseb. miêu tả khoa học đầu tiên năm 1839.